# Братовчедката Анхелика
„Братовчедката Анхелика“ (на испански: La prima Angélica) е испански филм от 1974 година, драма на режисьора Карлос Саура по негов сценарий в съавторство с Рафаел Аскона.
В центъра на сюжета е мъж на средна възраст, който след дългогодишно прекъсване се среща с братовчедка си и си припомня детството им в началото на Испанската гражданска война. Главните роли се изпълняват от Хосе Луис Лопес Васкес, Мария Клара Фернандес де Лоайса, Лина Каналехас, Фернандо Делгадо.
„Братовчедката Анхелика“ е номиниран за наградата „Златна палма“, но предизвиква протести сред крайната десница в Испания.